# آشپزی برمه‌ای

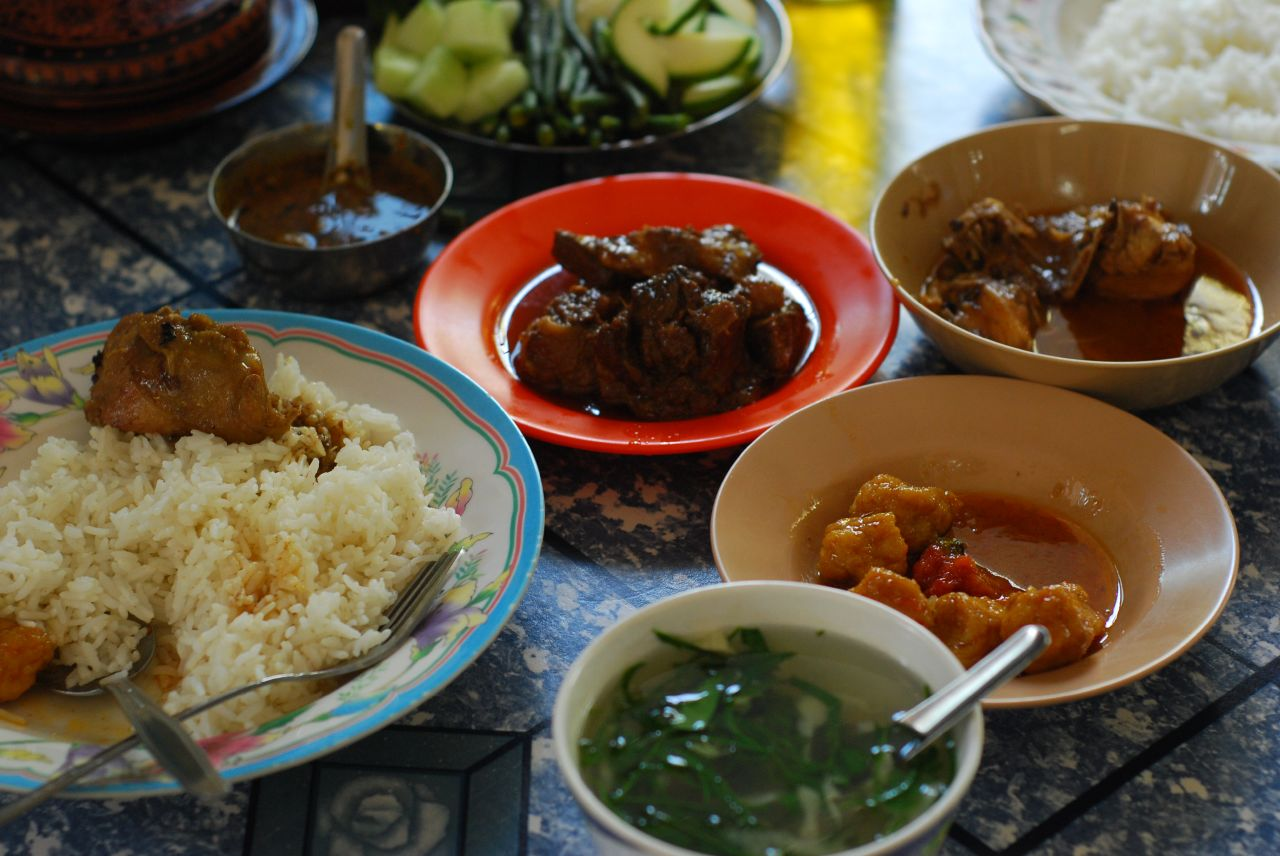
مجموعه ای از غذاهای گوناگون از مناطق مختلف میانمار (برمه)

غذاهای برمه به‌طور عمده مجموعه ای از غذاهای گوناگون از مناطق مختلف میانمار (برمه) است. همچنین از غذاهای مختلف کشورهای همسایه، به ویژه چین، هند و تایلند تحت تأثیر قرار گرفته‌است.
غذاهای مدرن برمه به دو نوع کلی تقسیم می‌شوند: ساحلی و داخلی. آشپزی در مناطق ساحلی، مانند آن در شهر اصلی یانگون، استفاده گسترده از محصولات ماهی و محصولات دریایی مانند سس ماهی ونگاپی ngapi (غذاهای دریایی تخمیر شده) را در بر می‌گیرد. آشپزی در مناطق داخلی، مانند میانمار بالا و مناطق تپه ای، تمایل به استفاده از گوشت و مرغ بیشتر دارد، اگر چه پخت‌وپز مدرن داخلی نیز ماهی‌های آب شیرین و میگو را به عنوان منبع پروتئین از چندین راه ممکن می‌کند: تازه، شور صاف شده یا صاف نشده، شور و خشک شده، ساخته شده به صورت خمیری شور، یا خمیر ترش و فشرده.
غذاهای برمه شامل انواع مختلفی از سالاد می‌باشد که از مواد نشاسته ای مانند برنج، گندم و برنج، نان‌های شیشه ای و ورمیشل، به سیب زمینی، زنجبیل، گوجه فرنگی، آهک کافیر، لوبیای بلند، لوگت (برگ چای ترشی شده) و ngapi (خمیر ماهی). این سالاد همیشه به عنوان غذاهای آماده در شهرهای بورمایی محبوب شده‌است. موهنگا Mohinga ظرف صبحانه سنتی است و غذای ملی برمه است.